# 청도 적천사 석조지장보살좌상 및 시왕상 일괄
청도 적천사 석조지장보살좌상 및 시왕상 일괄(淸道 磧川寺 石造地藏菩薩坐像 및 十王像 一括)은 대한민국 경상북도 청도군 청도읍 적천사에 있는 불상 및 시왕상이다. 2018년 12월 20일 경상북도의 유형문화재 제530호로 지정되었다.

## 지정 사유
이 불상들은 청도 적천사 명부전에 봉안되어 있는 불석제(佛石製)의 존상들로, 지장보살좌상을 중심으로 도명존자와 무독귀왕, 시왕(10존), 귀왕(2존), 판관(2존), 사자(2존), 인왕(2존) 그리고 동자(12존) 등이 모두 완비되어 있다. 지장보살상의 복장(腹藏)에서 발견된 조성발원문에 의해 1676년에 수조각승 수일(守一)을 비롯한 10인의 조각승들이 조성한 것이 확인된다.
조각가, 제작연대 등 중요한 학술정보가 온전히 보존되어 있을 뿐만 아니라 명부전에 봉안되는 불상 모두가 일괄로 유존하고 있어 중요성이 인정되므로 유형문화재로 지정한다.

## 참고 문헌
- 청도 적천사 석조지장보살좌상 및 시왕상 일괄 - 국가유산청 국가유산포털